# 方山镇 (泸州市)
方山镇，是中华人民共和国四川省泸州市江阳区下辖的一个乡镇级行政单位。

## 行政区划
方山镇下辖以下地区：
方山社区、进宝村、云峰村、福岗村、许湾村、白村、熊坝村、临江村、白塔村、贾坝村、龙穴村、龙华村和方山村。